# 大阪市立磯路小学校
大阪市立磯路小学校（おおさかしりつ いそじしょうがっこう）は、大阪府大阪市港区にある公立小学校。

## 概要
地域の児童数の増加に伴い、1937年に現在の港区民センター・港図書館の場所に設置された。その後当時の学校敷地の一部が中央大通および大阪市営地下鉄中央線（現在のOsaka Metro中央線）の建設予定地となったことから、1958年に現在地に移転している。現在の学校敷地は、太平洋戦争の戦災の影響で終戦直後に廃校になった、旧大阪市音羽国民学校（大阪市市岡第六尋常小学校）の跡地でもある。
1970年代から1980年代にかけて、校内に大阪市電の廃止車両を転用した学校図書館があった。

## 沿革
現在の港区市岡地域は大正時代初期までは農地だったが、大正時代半ば頃より住宅地や工業地帯としての開発が進められた。それに伴い地域の人口が急増した。
市岡地域には明治時代以来市岡第一小学校（のち市岡国民学校）1校があったが、地域の児童数増加に伴い短期間に次々と小学校が増設された。大正時代に市岡第三小学校（のち東市岡国民学校）が創設された。
1923年には市岡第三校の過密化を解消する目的で、市岡第五小学校（のち魁国民学校）・市岡第六小学校（のち音羽国民学校）が開校した。さらに地域の人口が増加したため市岡第五校・市岡第六校の校区を再編し、南寿小学校・吾妻小学校が増設された。
その後もさらに児童数が増加したため、1937年8月に市岡第五・南寿・吾妻の3尋常小学校の校区を再編する形で、大阪市磯路尋常高等小学校が開校した。開校の際、市岡第三小学校にあった高等科を磯路校に移管している。
市岡第五・南寿・吾妻の各校から尋常科4年生以下の児童860人と、市岡第三校より高等科児童281人が転入し、港区磯路町1丁目23番地（現在の港区弁天2丁目1番）の校舎で開校した。
1941年には国民学校令により、大阪市磯路国民学校と改称した。1944年には香川県に学童集団疎開を実施している。
1945年3月13日の第一次大阪大空襲で校舎を焼失し、また1945年6月1日の空襲では港区全域が壊滅的な被害を受けた。
港区では太平洋戦争前には20校の小学校があったが、地域が壊滅的な被害を受けたことに伴い、1946年に多くの学校を休校（のち正式に廃校。再開した学校も一部あり）として、本市岡（1948年市岡小学校に改称）・三先・磯路の3国民学校に集約した。
これに伴い磯路国民学校は、田中（現在の田中小学校とは別）・魁・市岡（現在の市岡小学校とは別）・南寿・東市岡・波除・吾妻・石田・音羽・湊屋の10国民学校を統合した。
1947年には学制改革により、大阪市立磯路小学校に改称した。
地域の復興に伴い児童数が増加したため、1948年5月1日に旧湊屋小学校跡（湊屋町2丁目、現安治川内港）に湊屋分校を開設した。湊屋分校は1948年10月20日、大阪市立菊水小学校（現・大阪市立田中小学校）として独立開校した。また1952年には大阪市立波除小学校が復興開校している。
1950年9月3日のジェーン台風では、校舎流失の被害を受けた。
1951年には戦災で被災した旧音羽小学校跡（音羽町1丁目13番地、1968年9月1日住居表示変更で磯路3丁目7番7号）を改修して音羽分校を設置した。その後地下鉄建設計画が持ち上がって磯路小学校敷地が地下鉄予定地にかかることになったため、旧音羽小学校跡に移転することになった。音羽分校で校舎建設工事を進め、1958年2月には旧音羽小学校に本校機能を移転している。旧本校は分校へと変更されたが、1959年に分校を廃止して完全移転が完了している。
1969年4月には大阪市電の廃止車両を転用した学校図書館「いそじ号」が設置された。しかし「いそじ号」は老朽化のため、1980年代半ばに撤去されている。
1970年には大阪市立弁天小学校を分離した。

### 年表
- 1937年8月 - 大阪市磯路尋常高等小学校として設立。
- 1941年4月1日 - 国民学校令により、大阪市磯路国民学校に改称。
- 1944年9月 - 香川県に集団疎開。
- 1945年 - 大阪大空襲で校舎被災。
- 1946年4月1日 - 戦災により、10校を統合。
- 1947年 - 学制改革により、大阪市磯路小学校に改称。
- 1948年5月1日 - 旧湊屋小学校跡に、湊屋分校を開設。
- 1948年10月20日 - 湊屋分校を、大阪市立菊水小学校（現大阪市立田中小学校）として分離開校。
- 1950年9月3日 - ジェーン台風で校舎流失被害。
- 1952年 - 大阪市立波除小学校が復興開校。
- 1951年11月 - 現在地（旧音羽小学校跡）に音羽分校を開設。
- 1958年2月 - 従来の音羽分校（現在地）を本校とし、旧本校を分校とする。
- 1960年 - 現在地への統合移転完了。
- 1963年 - 校歌制定。
- 1965年 - 標準服制定。
- 1967年4月 - 大阪市教育委員会から、道徳教育推進校に指定される。
- 1969年 - 大阪市電の廃止車両を転用した学校図書館ができる。
- 1970年 - 大阪市立弁天小学校を分離。
- 1973年4月 - 養護学級を設置。
- 1986年 - 講堂兼体育館落成。
- 1990年2月 - 大阪市学校歯科医師会より優良校の表彰を受ける。
- 1990年10月 - 日本学校体育研究連合会より、優良校として表彰を受ける。
- 1995年1月17日 - 阪神・淡路大震災で校舎一部損壊。
- 1995年11月 - 学校給食優良校として、文部大臣表彰を受ける。

## 通学区域
- 大阪市港区 磯路1丁目-3丁目。

卒業生は基本的に大阪市立市岡中学校に進学する。

## 交通
- 大阪環状線・地下鉄中央線 弁天町駅 南西へ約500m。